# Arthropleura
Arthropleura (Tiếng Hy Lạp nghĩa là xương sườn nối) là một chi tuyệt chủng Millipede động vật chân đốt sống trong những gì bây giờ đông bắc Bắc Mỹ và Scotland khoảng 345 đến 295 triệu năm trước, từ tầng visé giai đoạn thấp hơn Thời gian Than Đá đến tầng assel giai đoạn thấp hơn Permi Thời kỳ.  Các loài lớn hơn của chi là động vật không xương sống trên cạn lớn nhất mọi thời đại, và sẽ có rất ít, nếu có, động vật ăn thịt.

## Mô tả
Kích thước so với con người
Arthropleura có chiều dài từ A. moyseyi, chỉ dài khoảng 0,3 mét, đến A. armata dài 2,5 mét.  Arthropleura có thể phát triển lớn hơn động vật chân đốt hiện đại, một phần là do áp suất một phần của oxy trong khí quyển Trái đất tại thời điểm đó và do thiếu động vật ăn thịt động vật có xương sống trên cạn lớn.
Cơ thể phẳng của Arthropleura bao gồm khoảng 30 đoạn nối, mỗi đoạn được bao phủ bởi hai tấm bên và một tấm trung tâm. Tỷ lệ của các cặp chân trên các phân đoạn cơ thể là khoảng 8: 6, tương tự như một số động vật nhiều chân ngày nay.

## Cổ sinh vật học
Dấu chân hóa thạch của Arthropleura, Cảng Laggan, Đảo Arran, Scotland. Con đường này là mẫu vật của loài  Diplichnites cuithensis.
Trái với niềm tin trước đây và phổ biến, Arthropleura không phải là động vật ăn thịt mà là động vật chân đốt ăn cỏ. Bởi vì không có hóa thạch nào được biết đến có miệng được bảo tồn, các nhà khoa học cho rằng Arthropleura không có bộ phận miệng mạnh mẽ và bị xơ cứng, bởi vì như vậy sẽ được bảo tồn ít nhất trong một số hóa thạch. Một số hóa thạch đã được tìm thấy với các mảnh lycopod và bào tử pteridophyte trong ruột và trong coprolites liên quan.
Dấu chân hóa thạch từ Arthropleura đã được tìm thấy ở nhiều nơi. Chúng xuất hiện dưới dạng những hàng dài, song song của các bản in nhỏ, cho thấy nó di chuyển nhanh chóng qua tầng rừng, xoay tròn để tránh chướng ngại vật, như cây và đá. Các bài hát của nó có tên ichnotaxon Diplichnites cuithensis.  Các bản nhạc từ Arthropleura rộng đến 50 cm đã được tìm thấy tại Joggins, Nova Scotia.

## Tuyệt chủng
Arthropleura bị tuyệt chủng ngay sau khi kết thúc thời kỳ Carbon, khi khí hậu ẩm bắt đầu khô, làm giảm các khu rừng mưa nhiệt đới của Carboniferous và cho phép đặc tính sa mạc hóa của Permian. 